# گوران (قشم)
گوران، روستایی در دهستان سلخ بخش حرا شهرستان قشم در استان هرمزگان ایران است.

## پیشینه نام
برخی معتقدند نام گوران از کلمه گبران آماده که به احتمال زیاد این منطقه در گذشته محل سکونت زرتشتیان بوده‌است.

## صنعت لنج سازی و دریانوردی
روستای گوران اولین مرکز ساخت لنج چوبی و مهد لنج سازی و دریانوردی قشم که تا به حال هویت سنتی خودش را حفظ کرده‌است و این روستا از بزرگ‌ترین مراکز تولید و ساخت لنج‌های سنتی در ایران به‌شمار می‌آید که از دیرباز تاکنون مورد توجه ملوانان هندوستان، آسیای میانه و کشورهای حاشیه خلیج فارس که با لنج‌های بادبانی خود جهت تجارت و بیشتر برای تعمیرات لنج در این بندر پهلو می‌گرفتند.
حقیقتاً باید روستای گوران را دروازه ورود به تاریخ دریانوردی خلیج فارس دانست چرا که ساخت لنج‌های چوبی به روش قدیمی و سنتی توسط نجاران بومی فارغ از سیستم‌های اولیه یا نوین نقشه‌کشی به صورت ذهنی در کارگاه‌های لنج سازی در حال انجام بوده و هم‌اکنون نیز هست، عمر صنعت لنج سازی در این روستا به بیش از یکصد سال می‌رسد.

## آثار تاریخی
سد گوران
سد گوران در ۸۰ کیلومتری شهر قشم و در منتهی الیه غربی جنگل حرا قرار دارد؛ عملیات احداث هر بخش از سد گوران مربوط به یک دوره تاریخی است. این سد را در دورهٔ پهلوی ساخته‌اند اما کارشناسان و باستان شناسان تاریخی، نخستین پی ریزی آن را با دوره هخامنشیان و تاج سد را با دورهٔ ساسانیان مرتبط می‌دانند.
سد گوران به عنوان مهم‌ترین منبع ذخیره آب در جزیره به‌شمار می‌رود که نهایتاً در اسفند ۱۳۷۹ با شمارهٔ ثبت ۳۰۵۷ به‌عنوان یکی از آثار ملی ایران به ثبت رسیده‌است.

## جمعیت
بر پایه سرشماری عمومی نفوس و مسکن در سال ۱۳۹۵، جمعیت این روستا برابر با ۱٬۵۲۶ نفر (۴۰۱ خانوار) بوده‌است.